# Équipe de République centrafricaine des moins de 20 ans de football
Maillots
L'équipe de République centrafricaine de football est constituée par une sélection des meilleurs joueurs centrafricains de moins de 20 ans sous l'égide de la Fédération centrafricaine de football.

## Histoire
L’équipe U20 de la République Centrafricaine a réalise sa meilleure performance en 2021, en atteignant les quarts de finale de la CAN pour ça première qualification en phase de groupes.

## Palmarès
- UNIFFAC U20 :
  -  Finaliste en 2020[2] et 2022[3]

## Parcours en Coupe d'Afrique des nations junior
- Non participant à la première Coupe d'Afrique des nations junior en 1979

- 1981 : Deuxième tour[4].

- 1983 : tour préliminaire[5].

- 1985 : Non participant

- 1987 : Non participant

- 1989 : Non participant

- 1991 : 1er tour

- 1993 : Non participant

- 1995 : Non participant

- 1997 : Non participant

- 1999 : Non participant

- 2001 : Non participant

- 2003 : Non participant

- 2005 : Non participant

- 2007 : Non participant

- 2009 : Non participant

- 2011 : 1er tour

- 2013 : Tour préliminaire

- 2015 : Non participant

- 2017 : Non participant

- 2019 : Non participant

- 2021 : Quart de finale

- 2023 : Phase de groupe

- 2025 : Demi-Finale unnifac/Phases de groupe[6].

## Parcours en Coupe du monde des moins de 20 ans
L’équipe de la République centrafricaine n’a jamais participé a une Coupe du monde de football des moins de 20 ans.